# バークレービル
バークレービル（英語: Barclayville）はリベリアの都市である。グランドクル郡の中心地（郡都）である。